# Eudorella truncatula
Eudorella truncatula is een zeekommasoort uit de familie van de Leuconidae. De wetenschappelijke naam van de soort is voor het eerst geldig gepubliceerd in 1856 door Bate.